# Alexandre de Moraes
Alexandre de Moraes (São Paulo, 1968) es un jurista y político brasileño. Fiscal de carrera, es también profesor titular de Derecho de la Universidad Presbiteriana Mackenzie. Fue afiliado al Partido de la Social Democracia Brasileña (PSDB) y ministro de Justicia de Brasil de 12 de mayo de 2016 a 21 de febrero de 2017. Actualmente es ministro del Supremo Tribunal Federal de Brasil desde 22 de marzo de 2017.

## Biografía

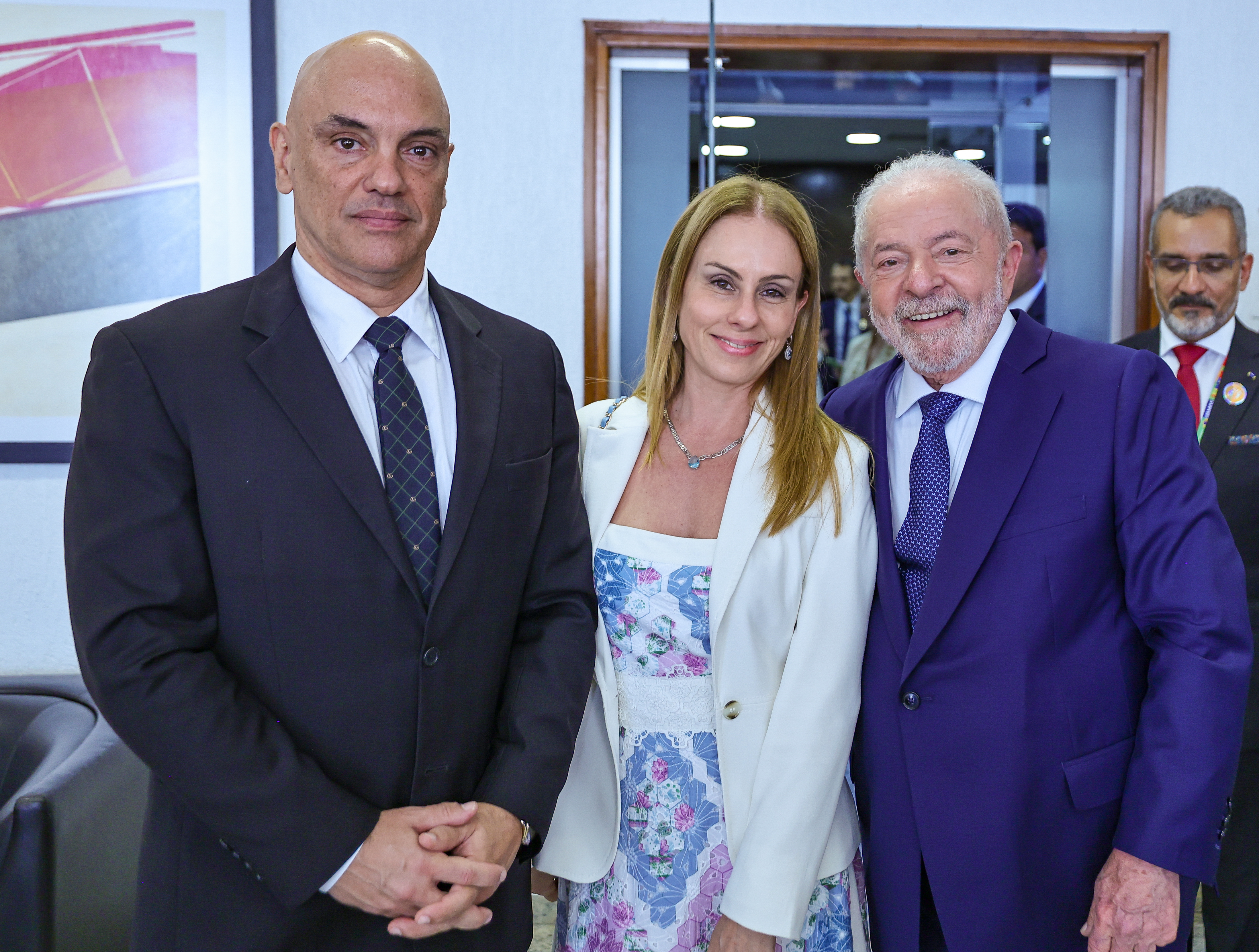
Alexandre de Moraes junto a su esposa Viviane Barci de Moraes y Lula da Silva.

Casado y con tres hijos, Alexandre de Moraes fue descrito por O Estado de S. Paulo como «producto puro de la élite paulista».
Alexandre de Moraes es profesor asociado de la Facultad de Derecho de la Universidad de São Paulo (USP), donde se formó. Se doctoró en Derecho del Estado y obtuvo la libre docencia en Derecho constitucional. También es profesor titular de la Facultad de Derecho de la Universidad Presbiteriana Mackenzie.

## Carrera
Inició su carrera como Fiscal en el Ministerio Público del Estado de São Paulo (1991-2002), siendo el primero de la promoción de 1991. Ejerció los cargos de asesor del procurador general de Justicia y primer secretario de la Asociación Paulista del Ministerio Público (bienio 1994-1996).
Fue miembro del Partido de la Social Democracia Brasileña (PSDB). En enero de 2002, dejó el Ministerio Público y fue nombrado secretario de Justicia y Defensa de la Ciudadanía de São Paulo por el gobernador Geraldo Alckmin, ejerciendo el cargo hasta mayo de 2005. También acumuló, de agosto de 2004 hasta mayo de 2005, la presidencia de la antigua Fundación del Bienestar del Menor (Febem/SP), hoy Fundación CASA.
En abril de 2005, fue nombrado por el presidente de la República para integrar la primera composición (bienio 2005-2007) del Consejo Nacional de Justicia (CNJ), a propuesta de la Cámara de Diputados, en la vacante destinada a "ciudadanos de notable saber jurídico" De agosto de 2007 hasta 2010, ejerció en el mandato del alcalde Gilberto Kassab el cargo de Secretario Municipal de Transportes de São Paulo, acumulando las presidencias de la Compañía de Ingeniería de Tráfico (CET) y SPTrans (São Paulo Transportes – Compañía de Transportes Públicos de la Capital) y, también, la titularidad de la Secretaría Municipal de Servicios de São Paulo, de febrero de 2009 a junio de 2010.
Después de su salida de la Secretaría de Transportes, en 2010, fundó la oficina Alexandre de Moraes Abogados Asociados, de vuelta al Derecho Público, con destacados casos de políticos y agentes públicos, habiendo defendido el diputado Eduardo Cunha en una acción sobre uso de documento falso. Se licenció de la abogacía después de su nombramiento por Geraldo Alckmin para el cargo de Secretario de Estado de la Seguridad Pública de São Paulo, en 2014, cargo que ejerció hasta 2016.
Invitado por el entonces vicepresidente de la República, Michel Temer, para componer su gobierno en caso de alejamiento de la presidenta Dilma Rousseff, Alexandre de Moares se convirtió en ministro de Justicia el 12 de mayo de 2016.
Como ministro, defiende una política de "tolerancia cero". Denunció las supuestas "actitudes criminales" de los movimientos de izquierda y justificó la violencia policial. Estuvo en el centro de una polémica cuando el diario Estadao publicó una investigación en la que se afirmaba que había intervenido para defender a la cooperativa Transcooper, sospechosa de estar vinculada al principal grupo de narcotraficantes de Brasil, el Primer Comando Capital (PCC), lo que él negó.

### Docencia
Formado en Derecho por la USP en 1990, Alexandre de Moraes obtuvo el título de Doctor en Derecho del Estado en esa misma universidad el año 2000 con la tesis "Jurisdicción constitucional y tribunales constitucionales", bajo la dirección del profesor Dalmo Dallari. En 2001 conquistó, por la misma universidad, la libre Docencia en Derecho Constitucional, con la tesis "Teoría general del derecho constitucional administrativo", de la cual resultó el libro "Derecho Constitucional Administrativo", publicado por la Editora Atlas. Antes de hacerse docente en la Facultad de Derecho de la USP, fue profesor en cursos preparatorios para concursos públicos, habiendo lanzado la primera edición del libro Derecho Constitucional en 1997, también por la Editora Atlas, actualmente en suya 32.ª edición (2016). Esta obra es considerada un best seller jurídico, pues en consonancia con el propio autor, fueron vendidas más de 500.000 copias hasta el año de 2009. Ingresó en la Universidad de São Paulo por concurso público tras la jubilación de la profesora Anna Cândida de la Cunha Ferraz, exprocuradora del Estado de São Paulo. Actualmente es profesor asociado de la USP, además de ser profesor titular de la Universidad Presbiteriana Mackenzie y de las Escuelas Superiores del Ministerio Público de São Paulo y Paulista de la Magistratura.

### Intento de asesinato
El periódico O Globo publicó un reportaje en el que la Policía Federal de Brasil obtuvo evidencias de la planeación del asesinato de Moraes tras la derrota electoral de Jair Bolsonaro en las elecciones de 2022 y la negativa del juez de investigar un presunto fraude electoral. Mário Fernandes, militar que fue secretario ejecutivo de la Secretaría General de la Presidencia de la República durante el mandato de Bolsonaro, sostuvo conversaciones con Mauro Cid, exayudante del expresidente, en donde confirmó los presuntos planes de secuestrar o asesinar a Moraes usando recursos de inteligencia, espionaje y seguimiento en la llamada operación Puñal Verde y Amarillo, misma que se ejecutaría el 15 de diciembre de 2022.

### Sanciones de Estados Unidos
A partir de julio de 2025, Estados Unidos impone sanciones a Alexandre de Moraes y a otros jueces brasileños, exigiendo que se abandone el procesamiento de Jair Bolsonaro por intento de golpe de Estado.

## Obras
- Direito Constitucional, 32.ed., Atlas;
- Constituição do Brasil Interpretada e Legislação Constitucional, 9.ed., Atlas;
- Direito Constitucional Administrativo, 4.ed., Atlas;
- Direitos Humanos Fundamentais, 10.ed., Atlas;
- Reforma Administrativa;
- Jurisdição Constitucional e Tribunais Constitucionais, 3.ed., Atlas;
- Direito Constitucional: Questões de Concursos - Ministério Público e Magistraturas Federal e Estadual;
- Presidencialismo;
- Constituição da República Federativa do Brasil - Manual de Legislação Atlas (organizador);
- Legislação Penal Especial (coautor);
- Arguição de Descumprimento de Preceito Fundamental (coautor);
- Os 10 anos da Constituição Federal (organizador);
- Os 20 anos da Constituição da República Federativa do Brasil (organizador);
- Agências Reguladoras (organizador) (2002);
- Pareceres de Direito Público (2015);
- Justiça Comentada (2015).